# Годольфин, Сидни (поэт)
Сидни Годольфин (англ. Sidney Godolphin; 1609/1610 — 9 февраля 1643) — английский поэт, придворный и политик, член парламента с 1628 по 1643. Погиб, сражаясь на полях Гражданской войны.

## Биография
Был вторым сыном сэра Уильяма Годольфина (ум. 1613), уроженца Корнуолла, и его жены Томасины. Будущий поэт был крещён 15 января 1610 года. Будучи зачисленным в Эксетерский колледж Оксфордского университета 25 июня 1624 года в возрасте 18 лет, не получая при этом стипендии, учился там три года, и затем стал членом корпорации, некоторое время проводя за границей. Был избран членом Палаты Общин от Хельстона в 1628 году.
Гододьфин был избран снова от Хельстона в марте 1640 года, и в октябре 1640-го, когда Короткий парламент был распущен. Стал известен как защитник Стратфорда, был одним из последних роялистов, покинувших парламент. Когда началась Гражданская война, он отправился в родные края, чтобы собрать войска.
Похоронен в окехемптонской церкви 10 февраля 1643 года. По его завещанию, датируемому 23 июня 1642 года, Томас Гоббс получил солидное состояние. Часть денег он завещал своей alma mater.

## Литературная деятельность
Творчество Гододьфина составляют различные стихотворения, которые издавались не единым томом.